# Földi
A Földi régi magyar családnév, amely viszonylagos származási helyre utalhat: földi azaz ugyanazon településről vagy vidékről származó ember.

## Híres Földi nevű személyek
Földi
- Földi András (1957) jogász, egyetemi tanár, az MTA doktora
- Földi Ferenc (18. század – 19. század) író
- Földi Imre (1938–2017) olimpiai bajnok súlyemelő, edző
- Földi János (1755–1801) magyar orvos, természettudós, költő
- Földi János (1778–1854) a debreceni református kollégium pénztárosa
- Földi Pál (1938) honvédezredes, hadtörténeti író, hagyományőrző
- Földi Tamás (1929–2007) közgazdász
- Földi Tamás (1970) színész, szinkronszínész, szinkronrendező
- Földi Tamás zenész (Fuck Off System)

Földy
- Földy János (1811–1886) jogász
- Földy László (1934–2015) asztaliteniszező, edző